# Incendios forestales en Argelia de 2021
Los incendios forestales de Argelia 2021 son incendios forestales que comenzaron desde principios de julio de 2021. El este de Argelia fue testigo de grandes incendios que devoraron decenas de hectáreas, especialmente en la región de Aures, y múltiples incendios forestales en Argelia hasta la noche del 11 de agosto de 2021 mataron a 69 personas, incluidos 28 soldados y 41 civiles. Al menos otras 12 personas resultaron heridas, además de la quema de decenas de casas y la quema de olivares, fuente de sustento para la gente de Tizi Ouzou.
Una segunda ola estalló el lunes 9 de agosto de 2021 con un total de 71 incendios (o más de 100) en 18 estados del país.

## Cronología
- 4 de julio de 2021, estallan incendios en las montañas de Aurés.[7]
- Agosto de 2021, estalló el incendio de la montaña Dokan en el lugar llamado bosque “Abuskikin” en el municipio de White Water en el estado de Tebessa.
- El 9 de agosto de 2021, se produjeron múltiples incendios simultáneos en Tizi Ouzou, con seis muertes registradas en su primer día.

## Homicidio de Djamel Bensmail
Un gran número de ciudadanos del municipio de Arbaa Nath Irathan, una de las zonas afectadas por los incendios que estallaron en el estado de Provincia de Tizi Uzu, quemaron a una persona que sospechaban que había incendiado los bosques después de que lo arrestaran. Unas horas después parecía que un músico llamado Jamal Ben Ismail de Miliana, de 38 años, viajó a la zona afectada para brindar asistencia, y los activistas circularon sus declaraciones pidiendo a las personas que mostraran fuerza y coraje y se unieran a la región de Tizi Ouzou para brindar Asistencia en la extinción de incendios. El Ministerio de Justicia argelino dijo, en un comunicado, que la Fiscalía ordenó la apertura de una investigación sobre las circunstancias del asesinato del joven Jamal Ben Ismail.

## Arrestos
Hasta el 12 de agosto de 2021, 22 personas fueron detenidas, acusadas de iniciar incendios forestales, ya que el presidente argelino afirmó en un discurso grabado que la mayoría de estos incendios fueron causados por "manos criminales", señalando que las dos detenciones, incluidas 11 en la wilaya de Tizi Ouzou, 4 en Annaba, y el resto en Los estados de Medea, Jijel y Ain Defla.